# Theodor Rutt
Theodor Rutt (* 5. Mai 1911 in Köln; † 7. März 2006) war ein deutscher Pädagoge, Germanist, Sprachwissenschaftler und Hochschullehrer, der neben zahlreichen Fachbüchern zu Deutschunterricht, Sprachwissenschaft und deutscher Sprache auch Bücher zur Heimatkunde verfasste.

## Leben
Nach dem Abitur absolvierte Rutt ein Studium der Germanistik an der Universität zu Köln sowie der Pädagogischen Akademie Bonn und schloss dieses Studium 1933 sowie 1936 mit den Staatsexamina ab. Im Anschluss war er als Lehrer an Volksschulen tätig und schloss 1939 seine Promotion zum Dr. phil. mit einer Dissertation zum Thema Selbsterziehung und Selbstbildung im Leben und in den Werken Adalbert Stifters ab. Ein weiteres postgraduales Studium der Philologie beendete er 1942 mit dem Assessorexamen.
Rutt war nach dem Zweiten Weltkrieg als Dozent an der Pädagogischen Akademie Köln und übernahm dort 1951 eine Professur für die Didaktik der deutschen Sprache. Zugleich war er zwischen 1954 und 1962 Rektor der Pädagogischen Akademie Köln.
Durch seine zahlreiche Fach- und Unterrichtsbücher prägte er insbesondere den Deutschunterricht an Grund- sowie Volksschulen und war unter anderem zwischen 1962 und 1970 Verfasser von Deine Muttersprache : Arbeitsbuch für den Deutschunterricht, eine Buchreihe für den Deutschunterricht vom zweiten bis zum neunten Schuljahr, die in mehreren Neuauflagen erschien.
In seinen zahlreichen Veröffentlichungen befasste er sich darüber hinaus mit Themen wie Erziehung, Unterricht und Jugendpflege, aber auch mit der Heimatkunde des Oberbergischen Landes und des Rhein-Sieg-Kreises. Insbesondere sein Buch Land an Sieg und Rhein : Geschichte, Kultur, Wirtschaft (1960) beinhaltet eine umfangreiche Darstellung zu Firmen und Institutionen wie Boge GmbH sowie Schoeller’sche Kammgarnspinnerei in Eitorf, August Lepper in Bad Honnef, Reifenhäuser Gruppe in Troisdorf, Kautex Textron in Holzlar, Sportschule Hennef, aber auch zu Orten und Persönlichkeiten wie Wolsdorf, Herchen-Bahnhof, Maximilian Jacobi oder zum Stieldorfer Passionsspiel.
Nach der Umbenennung der Pädagogischen Akademie zur Pädagogischen Hochschule Köln 1962 blieb er dort tätig und wurde 1964 Prorektor. 1965 übernahm er eine Professur an der neugegründeten Pädagogischen Hochschule Rheinland und lehrte an deren Abteilung Köln bis zu seiner Emeritierung am 1. Oktober 1979. Daneben war er mehrere Jahre Präsident des Pädagogischen Hochschulsenats des Landes Nordrhein-Westfalen. Außerdem war er Mitglied der Gesellschaft für Jenaplan-Pädagogik in Deutschland, die sich mit dem Jena-Plan befasst, einem 1927 von Peter Petersen Schulentwicklungskonzept.

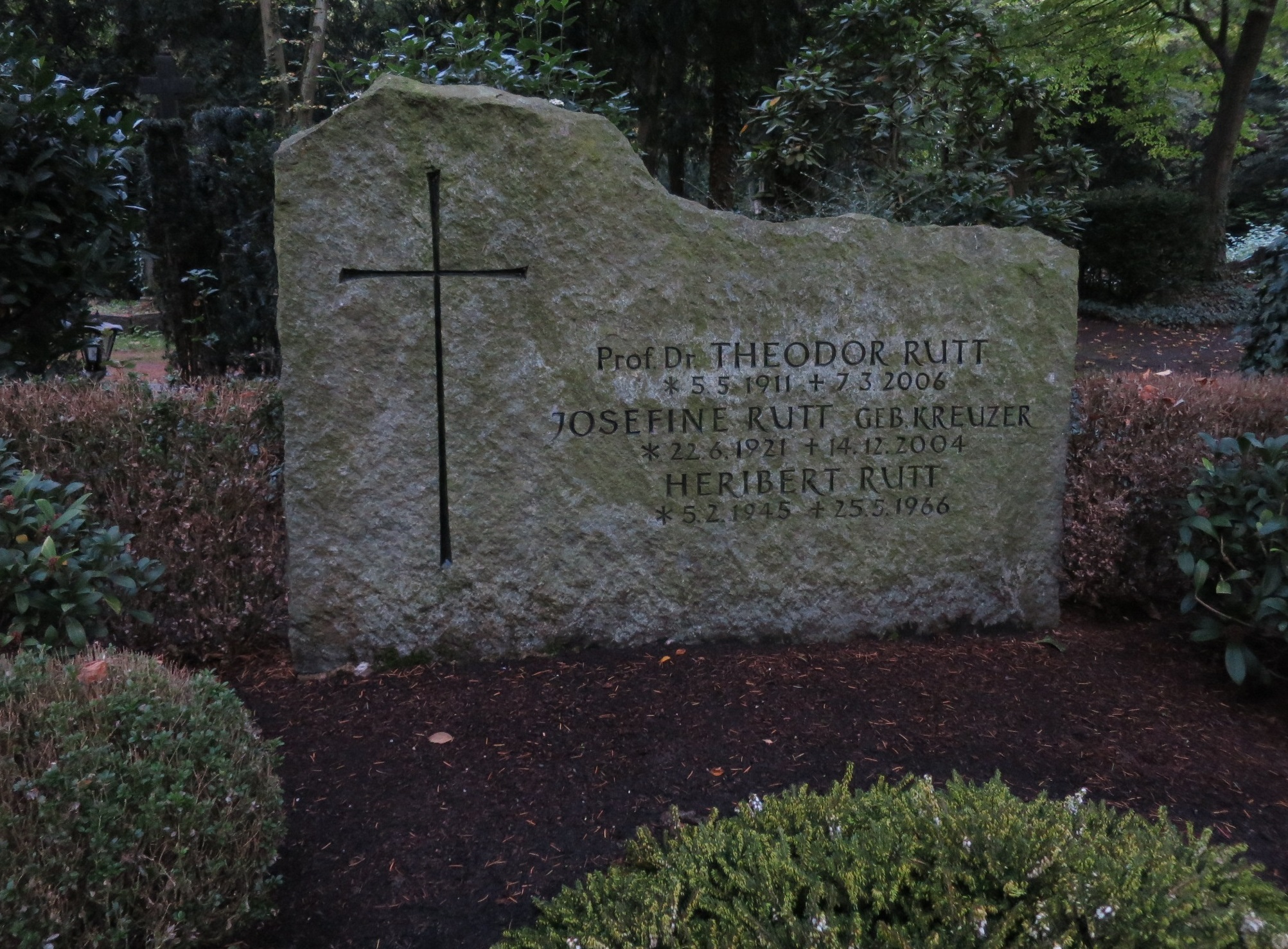
Grab auf dem Friedhof Melaten

Rutt, der auch anschließend zahlreiche Bücher zu verschiedenen Themen verfasste, veröffentlichte 1992 seine Memoiren unter dem Titel Durchlebte Erziehungswirklichkeit : Einblicke in das Werden und das Gewordene. Pädagogische Skizzen.
Für seine langjährigen Verdienste wurde ihm 1986 das Verdienstkreuz 1. Klasse der Bundesrepublik Deutschland und 1993 vom Ministerpräsidenten des Landes Nordrhein-Westfalen, Johannes Rau, der Verdienstorden des Landes Nordrhein-Westfalen verliehen.
Seine Grabstätte befindet sich auf dem Kölner Friedhof Melaten (Flur 28).

## Veröffentlichungen

### Erziehungswissenschaftliche Veröffentlichungen
- Sprachlehre. 4. bis 6. Schuljahr, Mitautor Heinrich Breuer, Köln 1950
- Muttersprachschule, 3 Teile, Mitautor Heinrich Breuer, Ratingen 1951
- Sprachentfaltung und Buch. Lebendiges Sprachwissen, schaffendes Sprachkönnen Band 1, Ratingen 1951
- Wege des Wortes. Lebendiges Sprachwissen, schaffendes Sprachkönnen, Band 3, Ratingen 1955
- Bild und Wort. Lebendiges Sprachwissen, schaffendes Sprachkönnen, Band 4, Ratingen 1955
- Die Einzelschrift im Deutschunterricht, 2 Bände, Mitautor Frank Schnass, Heilbrunn 1955
- Wahrheit und Wert in Bildung und Erziehung. Josef Esterhues zum 70. Geburtstag, Ratingen 1955
- Vom Wesen der Sprache : Eine Einführung in den Sinn und das Wirken des Wortes, der Sprache und der Muttersprache, Ratingen 1957
- Jugend und Buch : Bericht über die 4. Mainau-Jugendbuchtagung 1958, Konstanz 1959
- Buch und Jugend, Konstanz 1960
- Taggestirn, Paderborn 1961
- Didaktik der Muttersprache, Frankfurt am Main 1964
- Aufsatzvorbereitung im fünften Schuljahr : Beiträge zur pädagogisch-didaktischen Tatbestandsforschung, Paderborn 1968
- Didaktik der Muttersprache, Frankfurt am Main 1968
- Didaktik : Wesen, Aufgaben, Grundzüge, Formen vor allem des Unterrichts, Neubearbeitung des Buchs von Josef Esterhues, Paderborn 1970
- Beiträge zur empirischen Unterrichts- und Erziehungsforschung, 2 Folgen, Wuppertal 1971/73
- Behindertenhilfe durch chancengerechten orthographischen Unterricht, Düsseldorf 1975
- Erziehung, orientiert am christlichen Menschenbild, Köln 1977, ISBN 3-920007-39-5
- Anthroposophische Pädagogik – Heilslehre für unsere Zeit? : Über die Grundlagen die anthroposophischen Erziehungslehre Rudolf Steiners, Heinsberg 1983, ISBN 3-88852-109-2
- Petersenschule heute, Heinsberg 1983, ISBN 3-88852-115-7
- Kölner Texte, 6 Bände, Berlin 1991/93

### Biografische Veröffentlichungen
- Selbsterziehung und Selbstbildung im Leben und in den Werken Adalbert Stifters, Dissertation Universität zu Köln, 1939
- Adalbert Stifter : Der Erzieher, Wuppertal 1970
- Doktor med. Fritz Wester, Verfolgter des Nationalsozialismus, Köln 1983, ISBN 3-7691-7915-3
- Peter Petersen : Leben und Werk, Heinsberg 1984, ISBN 3-88852-133-5
- Herz in Werken und Briefen Adalbert Stifters, Hoffeld 1997, ISBN 3-9803297-8-X
- Das Menschenbild des Thomas von Kempen : Imitatio Christi in unserer Zeit, Hoffeld 1998, ISBN 3-9803297-6-3

### Heimatkundliche Veröffentlichungen
- Heimatchronik des Rheinisch-Bergischen Kreises, Köln 1953
- Oberbergisches Land : Geschichte, Kultur, Wirtschaft, Verwaltung, Köln 1958
- Land an Sieg und Rhein : Geschichte, Kultur, Wirtschaft, Bonn 1960
- Rösrath im Wandel der Geschichte, Rösrath 1970
- Overath : Geschichte der Gemeinde, Köln 1980, ISBN 3-7927-0530-3

## Hintergrundliteratur
- Josef Tymister/ Julius Scheveling: Beiträge zur Didaktik und Erziehungswissenschaft : Theodor Rutt zur Vollendung seines 60. Lebensjahres, Paderborn 1971
- Raimund Drommel/ Herbert Hömig: Theodor Rutt zur Emeritierung als ordentlicher Professor an der Pädagogischen Hochschule Rheinland, Abteilung Köln, am 1. Oktober 1979, Paderborn 1980, ISBN 3-506-70715-9
- Theodor Rutt: Durchlebte Erziehungswirklichkeit : Einblicke in das Werden und das Gewordene. Pädagogische Skizzen, Autobiografie, Sankt Augustin 1992, ISBN 3-88345-678-0